# SN 2002hh
SN 2002hh – supernowa typu II-P odkryta 13 listopada 2002 roku w galaktyce NGC 6946. Jej maksymalna jasność wynosiła 17,18m.